# Blossia spinosa
Espèce
Blossia spinosa est une espèce de solifuges de la famille des Daesiidae.

## Distribution
Cette espèce se rencontre au Maroc, en Algérie, en Tunisie, en Égypte, en Israël et au Soudan.

## Description
Le mâle holotype mesure 11 mm.

## Publication originale
- Simon, 1880 : Description de deux nouveaux genres de l'ordre des Solifugae. Annales de la Société Entomologique de France, sér. 5, vol. 10, p. 399-402 (texte intégral).